# Geleckt

Jeune fille se défendant contre Éros (Ein Mädchen verteidigt sich gegen Eros), von William-Adolphe Bouguereau

Geleckt (französisch: léché; englisch: licked finish) war im 19. Jahrhundert ein Kunstbegriff, der in der Malerei für fast unsichtbare Pinselstriche verwendet wurde. Das „geleckte Finish“ der Realisten Mitte des Jahrhunderts war ein illusionistisches Mittel, das ideologisch aufgeladene Bilder als objektive Realität darstellte. Das „geleckte Finish“ als Markenzeichen der französischen akademischen Kunst, wurde an der École des Beaux Arts unterrichtet und in allen Arten von Gemälden verlangt (Porträts, Landschaften, Stillleben und historischen sowie religiösen Themen).
Als gelecktes Gemälde galt ein übertrieben sauber gemaltes Bild, „von einer gewissen manier in der malerei: fleiszig geendigte und geleckte gemälde, welche peinlich und verzagt gearbeitet sind.“ Sichtbare Pinselstriche galten als mangelnde Fähigkeiten des Künstlers. Ein hohes Niveau erreichten die französischen akademischen Maler des 19. Jahrhunderts wie Jean-Auguste-Dominique Ingres und William Adolphe Bouguereau, die ein Léché oder ein „gelecktes Finish“ anstrebten, bei dem keine einzelnen Pinselstriche sichtbar sind.
Edgar Degas erfand das Wort „Bouguereauté“ (in Anspielung auf William Adolphe Bouguereau), um solche akademischen Gemälde zu beschreiben. Zeitgenössische Kunstkritiker waren von den reizvollen Themen Bouguereaus nicht so geblendet wie die Öffentlichkeit, da laut Tristan Klingsor Bouguereaus Bilder meist Frauen mit Flügeln, Schals und anderem Schnickschnack, umgeben von Engeln mit rosigen Hinterteilen, thematisierten.
In Bezug auf die Malerei hieß es schon im 18. Jahrhundert, dass ein Gemälde geleckt wirkt, um zu sagen, dass die Farben dort zwar mit großer Sorgfalt und Leidenschaft, aber mit wenig Kunst und Geschmack aufgetragen wurden.